# Epepeotes
Epepeotes es un género de escarabajos longicornios de la subfamilia Lamiinae.

## Especies
- Epepeotes ambigenus
- Epepeotes andamanicus
- Epepeotes basigranatus
- Epepeotes birmanus
- Epepeotes ceramensis
- Epepeotes commixtus
- Epepeotes desertus
- Epepeotes diversus
- Epepeotes elongatus
- Epepeotes fimbriatus
- Epepeotes gardneri
- Epepeotes himalayanus
- Epepeotes indistinctus
- Epepeotes integripennis
- Epepeotes jeanvoinei
- Epepeotes laosicus
- Epepeotes lateralis
- Epepeotes lugubris
- Epepeotes luscus
- Epepeotes meleagris
- Epepeotes nicobaricus
- Epepeotes nitidus
- Epepeotes pictus
- Epepeotes plorator
- Epepeotes schlegelii
- Epepeotes strandi
- Epepeotes taeniotinus
- Epepeotes timorensis
- Epepeotes uncinatus
- Epepeotes vestigialis
- Epepeotes vittatus